# Baunatal (metropolitana di Madrid)
Baunatal è una stazione della linea 10 della metropolitana di Madrid. Si trova sotto all'incrocio tra la Avenida de Lomas del Rey e la Avenida de Baunatal, nel comune di San Sebastián de los Reyes.
Inizialmente per la stazione era stato proposto il nome di Universidad Popular, per l'università che si trova nelle vicinanze, ma alla fine venne scelto il nome attuale che fa riferimento alla città tedesca di Baunatal, gemellata con San Sebastián de los Reyes.

## Storia
La stazione fu inaugurata il 26 aprile 2007 come parte del progetto di ampliamento della linea 10 che prende il nome di MetroNorte, volto a dare servizio ai comuni di Alcobendas e San Sebastián de los Reyes.

## Accessi
Vestibolo Baunatal
- Avda. Lomas del Rey Avenida Lomas del Rey, 1 (angolo con Avenida de la Independencia)
- Ascensor (Ascensore) Avenida Lomas del Rey, 1 (angolo con Avenida de la Independencia)